# 祖巴拉
祖巴拉（阿拉伯语：الزبارة）也被稱為阿祖巴拉或阿斯祖巴拉，一個位於半島西北海岸自治市的一個毀壞和古老的堡壘，距離卡達首都多哈約105公里。 它在十八世紀上半葉由艾賓‧阿里建立，由主要的烏圖巴部落組成。 在2013年被聯合國教科文組織錄入世界遺產。
這裡曾經成為全球貿易的中心，著名的珍珠捕魚位於霍爾木茲海峽和波斯灣西側之間的中心地帶。它是該地區在十八至十九世紀定居點範圍最廣，保存最完好的例子之一。祖巴拉與波斯灣任何其他定居點不同的是，定居點的佈局和城市結構得到極好的保護，在二十世紀中東發現石油和天然氣之前，祖巴拉提供了對波斯灣城市生活，空間組織和社會經濟史的洞察力。
祖巴拉是卡塔爾最真實的遺跡，佔地面積約四百公頃（外圍城牆內六十公頃）。該地區包括後加內部和早期外牆的加固城鎮、港口、海運通、兩個隔離城牆，密拉爾堡壘以及近代的祖巴拉堡壘。

## 歷史

### 早年歷史
大概是由於沙石石塊的豐富，所以有了祖巴拉這個名字。 在伊斯蘭初期，貿易和商業在卡塔爾北部興旺起來。居民點在海岸線開始出現，主要位於祖巴拉和烏爾馬阿城之間。一個追溯到伊斯蘭時期的村莊在祖巴拉城鎮附近被發現。
由1627年9月至1628年4月之間，由D. Goncalo da Silveira領導的葡萄牙海軍中隊設置了一些鄰近的沿海村莊。這個時期祖巴拉的定居點出現和人口增長是由於這些鄰近的定居點的人員被驅逐出境。

## 經濟歷史

### 採珠活動

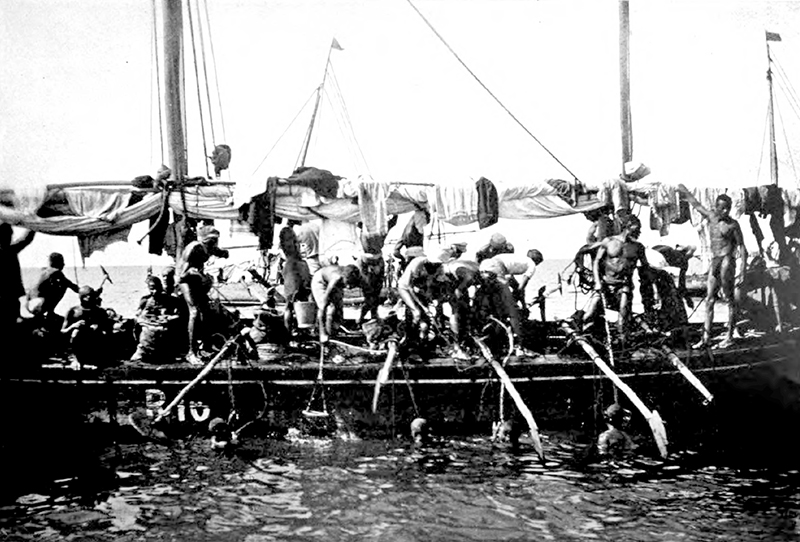
在波斯灣的珍珠捕捉活動

祖巴拉主要是商場和珠寶定居點，由於它靠近珍珠床，並擁有一個大港口及其在海灣線上的中心位置。其經濟依賴於長時間的夏季月份的珍珠潛水季節。珍珠由卡塔爾內部以及波斯灣各地的貝多因人潛水取得，並交易和由該鎮的男性在海上保護該鎮免遭襲擊。
來自祖巴拉的船隻將航行到波斯灣南部從巴林到阿拉伯聯合酋長國的岸邊發現的珍珠床，一次的旅行會持續了幾個星期。男人會成對地收割軟體動物內部藏匿的珍珠。一個人會潛水大約一分鐘，另一個人在船上停下來，讓潛水員在收穫時將潛水員拉回到安全位置。  
  
現時採珠的考古證據主要來自潛水員使用的工具，如珍珠盒，潛水重量，以及交易中使用的小尺寸重量。

### 全球貿易
祖巴拉是十八世紀末期廣泛區域貿易網絡高峰期間的焦點。 直到1900年代早期，珍珠貿易構成了波斯灣最重要的行業，僱用了該地區三分之一的男性人口。祖巴拉（Zubarah）是當地的珠寶和貿易城鎮之一，為當今形成該地區的海灣歷史的地緣政治，社會和文化軌跡做出了貢獻。
從來自考古發掘的陶瓷，硬幣和食物的遺骸中證明了祖巴拉在18世紀末期深遠的貿易和經濟聯繫，因為有來自東亞，波斯，鄂圖曼帝國，非洲，歐洲和波斯灣的材料。潛水重量和其他物質文化顯示了城鎮日常生活與珍珠捕魚和貿易之間的聯繫密切。在挖掘中也發現咖啡杯和煙斗，揭示了十八，十九世紀這些商品在波斯灣各地越來越重要。對阿拉伯半島傳統木船的商人筏子的蝕刻，發現在庭院建築的房間里切成石膏，詳細說明了該鎮的居民與長途海上貿易和商業相關聯的日常生活。日期交易在當地經濟中也發揮重要作用。

### 市場
在祖巴拉市集的一部分，確定了一系列小型儲藏室。在房間中發現了各種貿易對象都指向了該地區是作為貿易場所的分類。市集也是城鎮的中心和經濟核心。各種商品，包括鐵鍛造品，都會在這個市集出售。

## 歷史建築

### 基礎設施

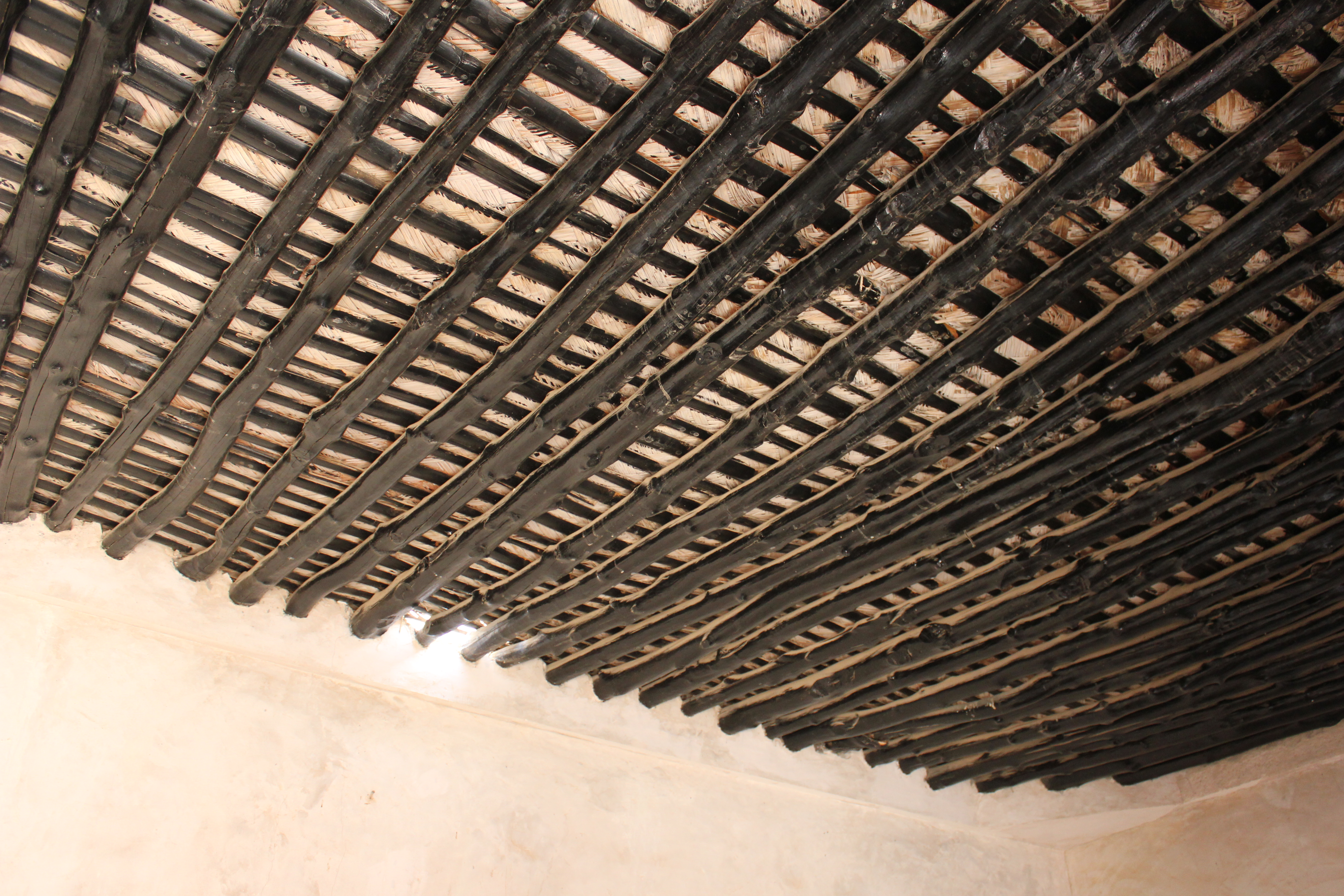
由祖巴拉在樹木和樹幹上建造的天花板

該建築主要由庭院房屋組成，這是中東可以找到的阿拉伯建築的傳統形式。大型中央庭院組織了一系列小房間，大部分日常活動都在這裡。通常門廊位於到南側的庭院，提供一個躲避猛烈太陽的場所。祖巴拉的房屋材料主要是由軟的地方石頭或從北方的Freiha石灰石採石場建造的。然後再用厚石膏塗層保護。其特色在門口和小龕的裝飾都有幾何灰泥設計。而房屋單位可以通過門口和彎曲的走廊進入，以避免未經授權的人士進入家中，並且防止沙塵吹入房屋。在沙灘附近發現的似乎是帳篷放置或棕櫚葉和棕褐色小屋的踪跡，這可能與祖巴拉社會的暫時成員有關。這些臨時住宅很可能是作為祖巴拉財富的主要生產者的人們：每個季節收穫珍珠的採珠漁民和海員的臨時居所。
建築群中最令人印象深刻和巨大的建築物尺寸為110米×100米，通常被稱為“宮殿”。 .這種祖巴拉結構遵循其他國內建築形式，但規模比它們更大。九個相互連接的建築物，每個都包含一個被一系列房間包圍的庭院，從而構成了這種結構的內部。 石膏灰泥用來裝飾內部的入口和房間。內部樓梯的發現表明這些化合物是多樓層。該複合體的九種建築物由四個角落的圓形塔的高牆壁包圍，每個角落都能夠容納一個小火砲。 宮殿化妝品的大小和內裡視覺優勢表明，它是一個富有和強大的酋長家庭，而他們是祖巴拉鎮上社會和經濟生活中的社區領袖。

### 防禦工事

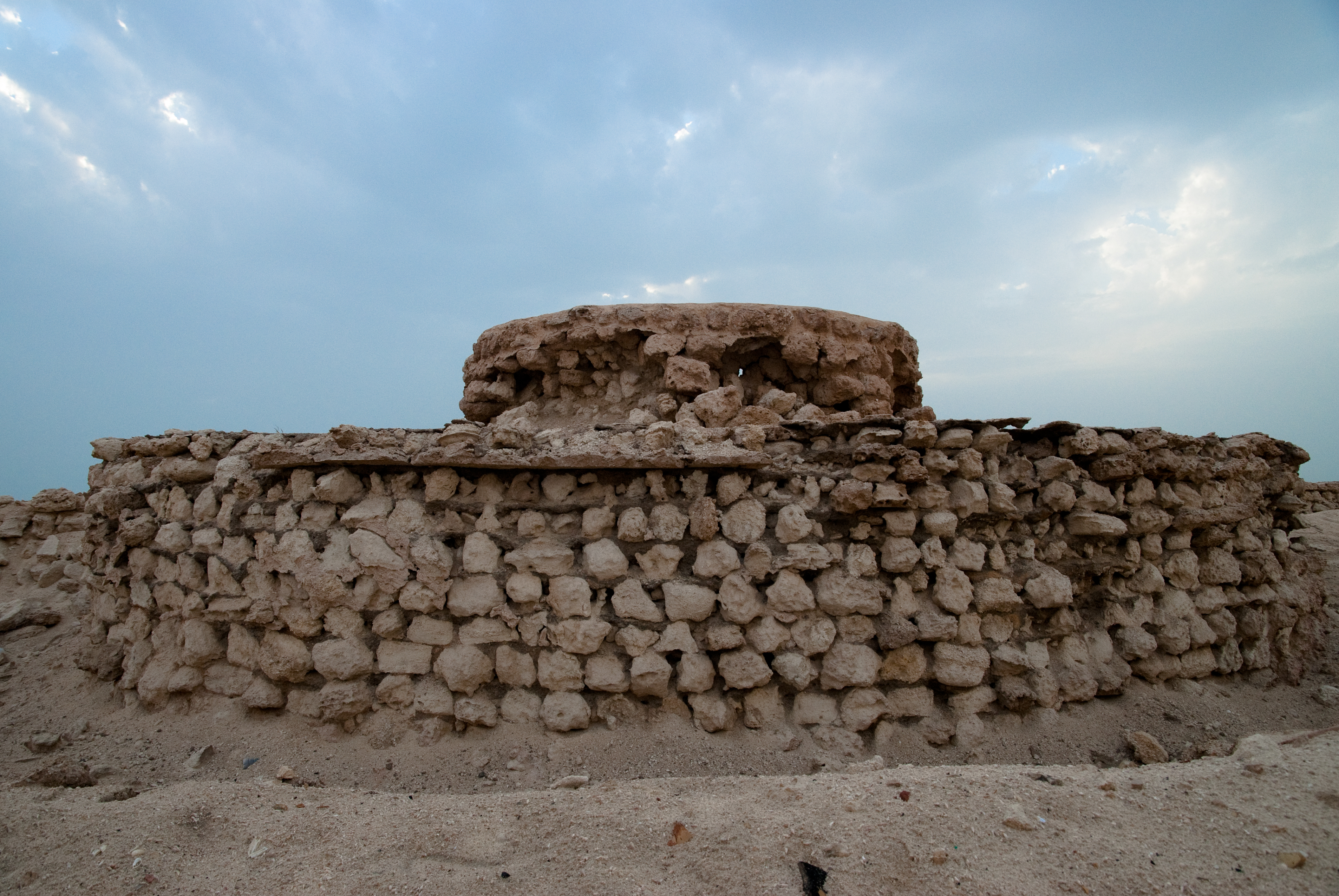
在祖巴拉重建的塔

保護城鎮及其人民的是一個明確的優先事項。 在18世紀後期，祖巴拉和鄰近海灣建立了一座大牆，距離岸邊2.5公里。牆壁被定期放置了22個半圓形塔架進行保衛。作為面對著一個人行道的護欄，也有可能是為塔內槍手提供保護。
保護城鎮及其人民財富是一個明確的優先事項。在18世紀後期的一個城市和它的海灣建立了一座大牆，距離岸邊2.5公里支撐。牆壁被定期放置的22個半圓形塔架保衛。面對著一個人行道的護欄，最有可能為槍手提供槓桿。 進入鎮只限於從陸地或通過其海港的幾個防禦網關。沒有海牆，但是一個粗壯的堡壘捍衛了沙灘上的主要著陸區。 
儘管貝有防禦性的防禦工事，但祖巴拉仍然多次遭到襲擊。除了1778年和1782年來自Nasr Al-Madhkur兩次重大攻擊以外，該鎮的居民也曾經與胡齊斯坦省的Banu Kaab發生戰爭。

### 行業
在整個城鎮的房子裡都有大量椰棗加工業。 它們是一個小房間，裡面鋪滿了石灰色的地板，一個個罐子被放置在地上並集中到一個角落。日期包裝顯示在袋中，並放在地板上。該罐將收集和保存從椰棗提練出來的糖漿以供日後消費或用於烹飪。 2014年，一個挖掘出的遺址顯示了最大未被發現的生產加工點。 總共有27個不同生產日期，其中11個發現在一個單一的加工場內。

## 景點

### 祖巴拉堡壘

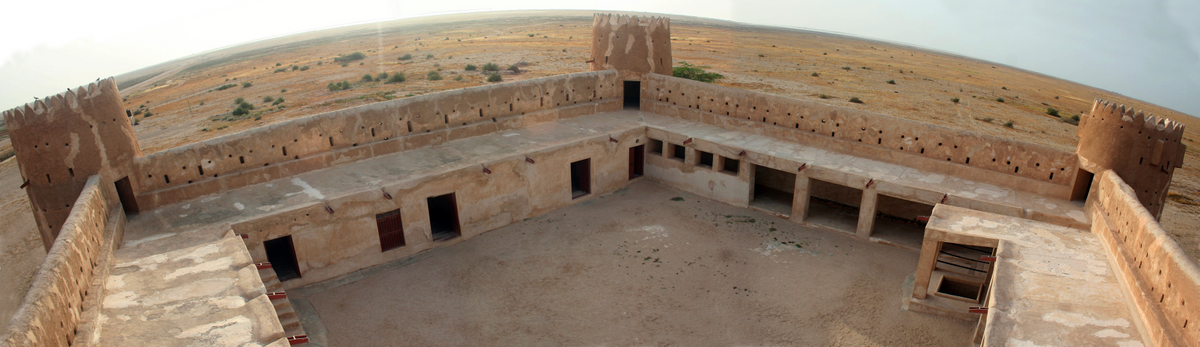
祖巴拉堡壘內部情況

這座城鎮正式命名於祖巴拉以1938年的堡壘。祖巴拉堡壘遵循一個伊斯蘭傳統的概念，帶有傾斜的牆壁和角落塔的方形平面圖。三座塔是圓形的，第四座是東南塔，是矩形的;每個都是頂尖的垛口，第四個是堞口塔。堡壘的設計回憶了早期在阿拉伯和海灣設防建築中的特徵，但是在具體基礎上構建有所不同。儘管有保留到傳統的設計，但它標誌著從伊斯蘭單獨的石頭建築到水泥為基礎的過渡期。

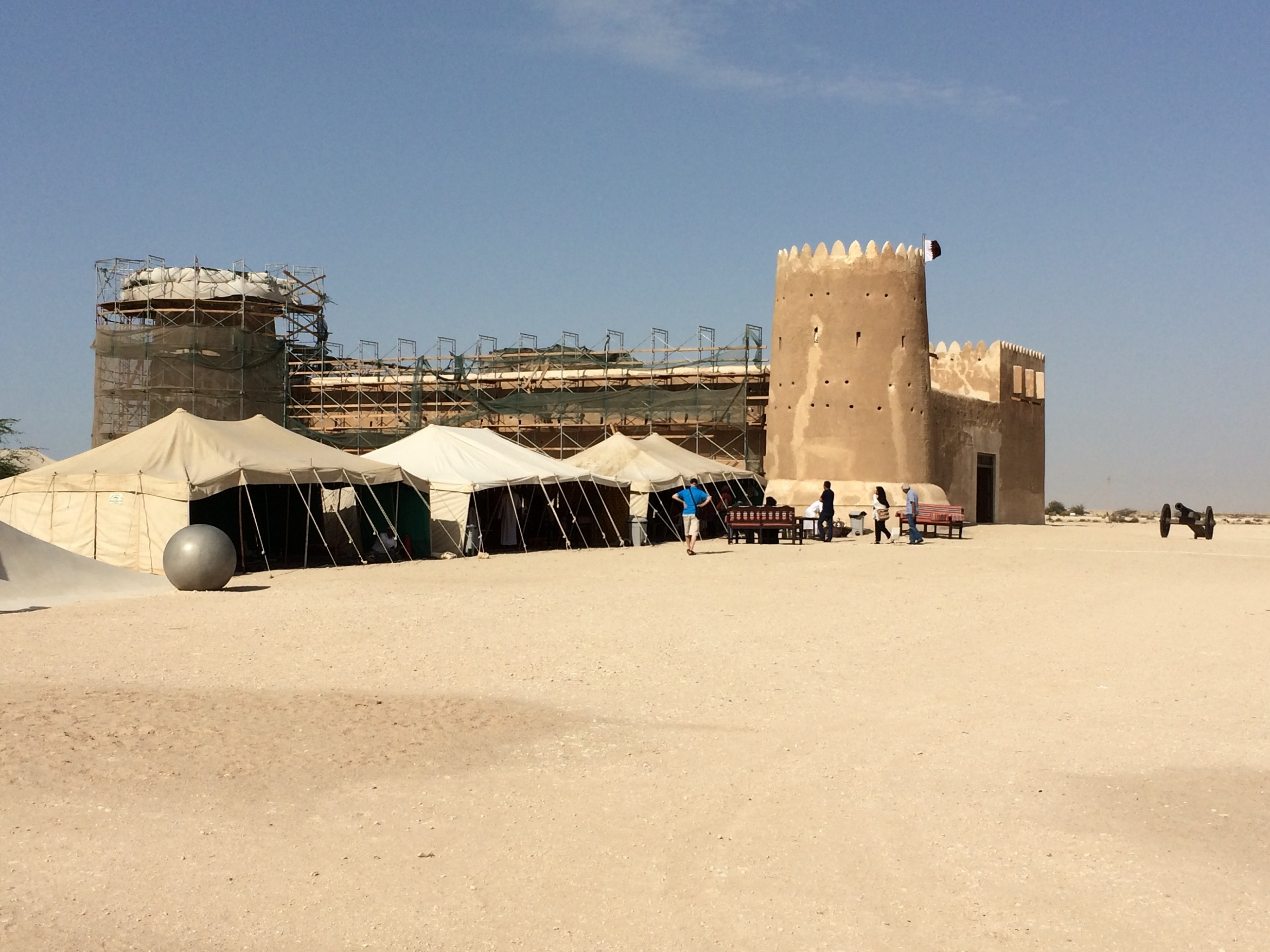
祖巴拉堡壘在2015年翻新情況

最初，堡壘被建成卡塔爾軍事和警察基地，以保護卡塔爾的西北海岸，也是作為卡塔爾海岸線一系列的堡壘的一部分。1987年拆除一些部分後來用於建造的卡塔爾部隊的輔助建築物。遺產開幕後，堡壘很快成為一個主要的遺產景點，但一段時間之後，當地一個博物館。由於展示和存放發現了和堡壘存在不合適的條件，這些物件於2010年遷至多哈。而從2011年開始，卡塔爾博物館管理局進行了一個監測和恢復項目，以確保堡壘的維護。在2010年至2013年期間，遊客無法進入堡壘部分區域。

### 梅拉爾堡壘
.位於祖巴拉鎮以東的1.65 km（1.03 mi）的梅拉爾堡（“阿拉伯語”Qal'at Murair)，在城鎮有人定居之後不久建成。堡壘為祖巴拉提供支援，特別是確保了該鎮的主要淡水來源：堡壘內有淺井能取到的地下水。在設防牆內是一個清真寺，家庭建築物和至少一個大井。而在堡壘周圍，幾個痕跡證明了野外，種植園或動物的存在，這表明這也是一個農業定居點。
以在祖巴拉建成後的一個簡短的例子而言，從外城牆到梅拉爾堡壘建造了兩個屏蔽牆。這兩個面向東西的兩個牆壁包括定期放置的圓形塔，這加強了城鎮的防禦能力。 屏蔽牆可能有助於確保梅拉爾井內的水的能夠安全地從穆拉爾運到祖巴拉。在波斯灣的炎熱夏季，水是最有價值和有益的商品。牆壁還通過開放的鹽場引導了城市的一定的交通流量。

## 旅遊

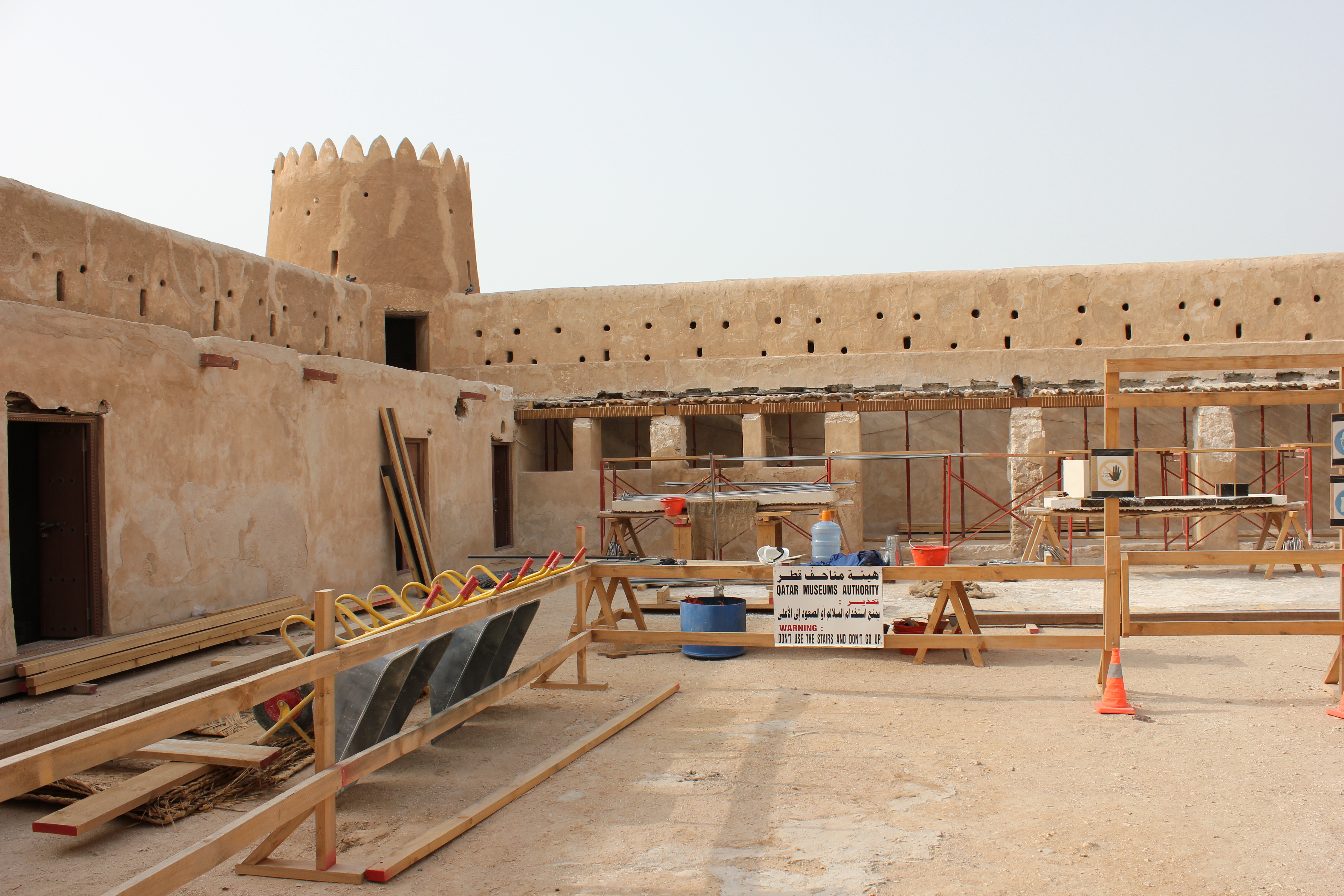
2012年在祖巴拉堡壘的修復工程

祖巴拉在2008年被列入教科文組織世界遺產候選名單。 自2009年起，該遺址一直是QIAH和哥本哈根共同研究的課題，也是發展成為受保護遺產。 為了進行相應保護，大部分場地被圍在圍欄區域內。 此外，遊客必須通過警衛檢查才能進入城鎮遺址。
在列入世界遺產之前，該鎮沒有遊客中心。其他訪客設施稀少。在祖巴拉堡旁邊的一個停車場，一個信息站提供了現場，堡壘和城鎮的概述和介紹。而在堡壘附近有廁所，但附近沒有飲食提供。.
在2013年6月22日 , 教科文組織正式將祖巴拉列入世界遺產列表。教科文組織的報告指出，該鎮透過潛水採珠和商業來區分其保存程度和證明其維持價值。 在列入名單之後，部分修復的堡壘被改造成遊客中心，並指定了一些房間進行展示珍珠和天文學的科目。

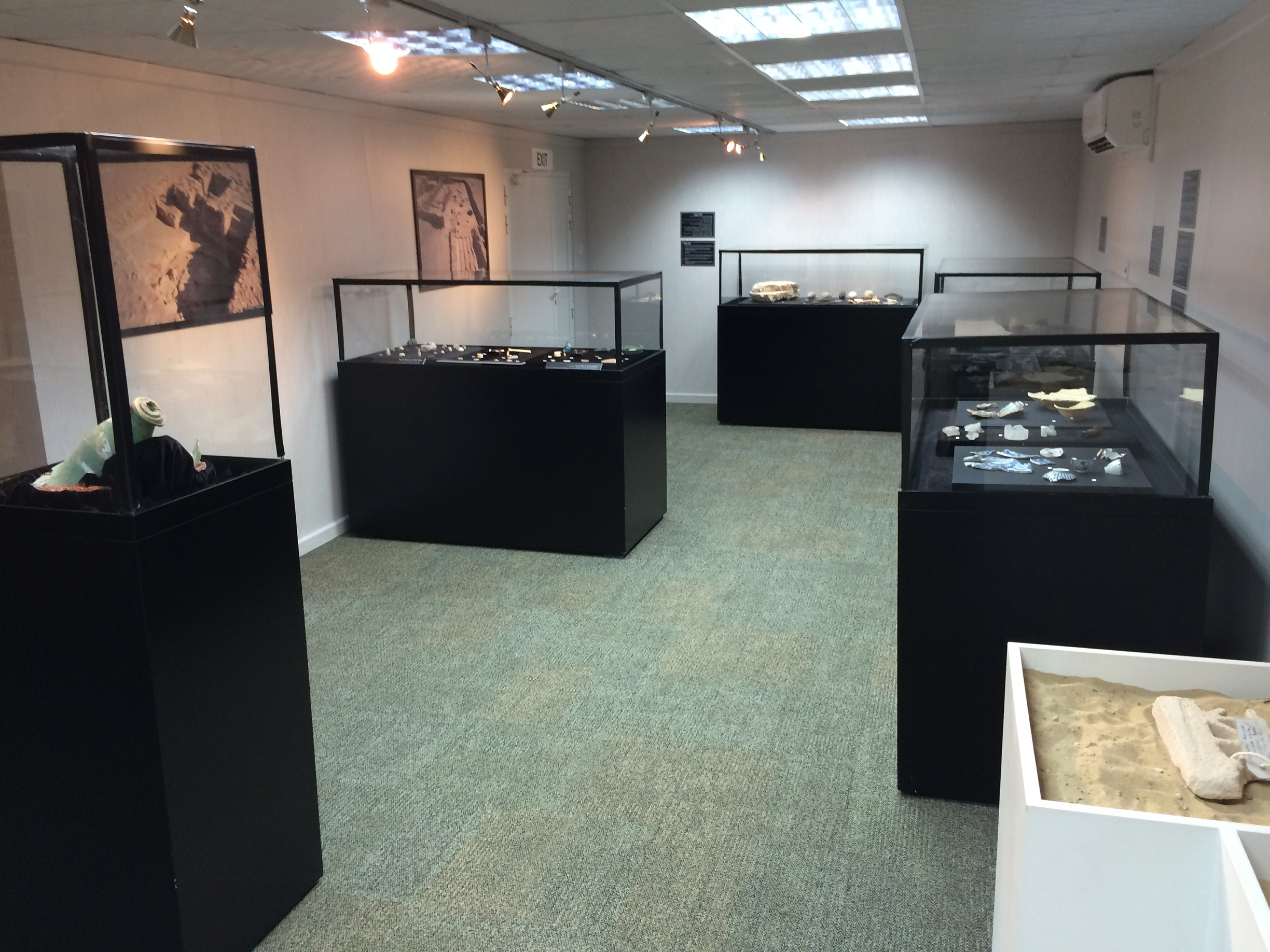
祖巴拉堡的聯合國教科文組織博物館從鎮上展示文物

目前也提供城鎮導遊服務，現場實地考察也正在納入卡塔爾學校的歷史課程。還有一個自駕遊，遊客由路標指導進入遺址。 旅遊業在2014年完成整修後迅速增長，一年內吸引了三萬多名遊客。相比2013年增長了170％。

## 體育
該鎮目前主辦由國際自由車總會評定為2.2分的祖巴拉巡迴賽，男子單打循環賽，這也是UCI洲際巡迴賽之一。它被選為比賽的主辦地，以促使更多的媒體關注該地區，從而擴大旅遊業。 此外，祖巴拉是卡塔爾之旅被描述為課程中最艱難和最長的階段之一。
一場名為艾祖巴拉盃的賽馬活動在鎮上舉行。 目前一個成為該地區規模最大的馬匹養殖場之一的馬匹養殖場計劃正在該鎮建成。該項目由卡塔爾賽馬和馬術俱樂部資助。

## 教育
以下是祖巴拉的學校:
| 學校名稱         | 性質 | 學歷        | 性別     | 官方網站 | 參考   |
| ---------------- | ---- | ----------- | -------- | -------- | ------ |
| 阿祖巴拉男子學校 | 私立 | 小學 – 中學 | 只限男性 | N/A      | [ 45 ] |

## 發展
計劃中的卡塔爾 - 巴林友誼大橋將是世界上最長的固定鏈路橋，它將會連接卡塔爾西部沿岸的祖巴拉與巴林，特別是巴林南部麥納麥。連接點位於祖巴拉以南幾公里的地點，對遺產的影響可以忽略不計。預計將於2022年建成。
公共工程局於2014年宣布擴建祖巴拉公路，一條通往考古遺址的單程道路。計劃引進三條車道。

## 考古與保護
1956年3月，祖巴拉的遺址被列入了卡塔爾首個丹麥考察隊前往地點，而奧胡斯大學和Moesgård博物館考古學家團隊對該地區進行了初步偵察。1962年，Moesgård博物館考古學家HansJørgenMadsen在祖巴拉遺址進行了進一步的調查。

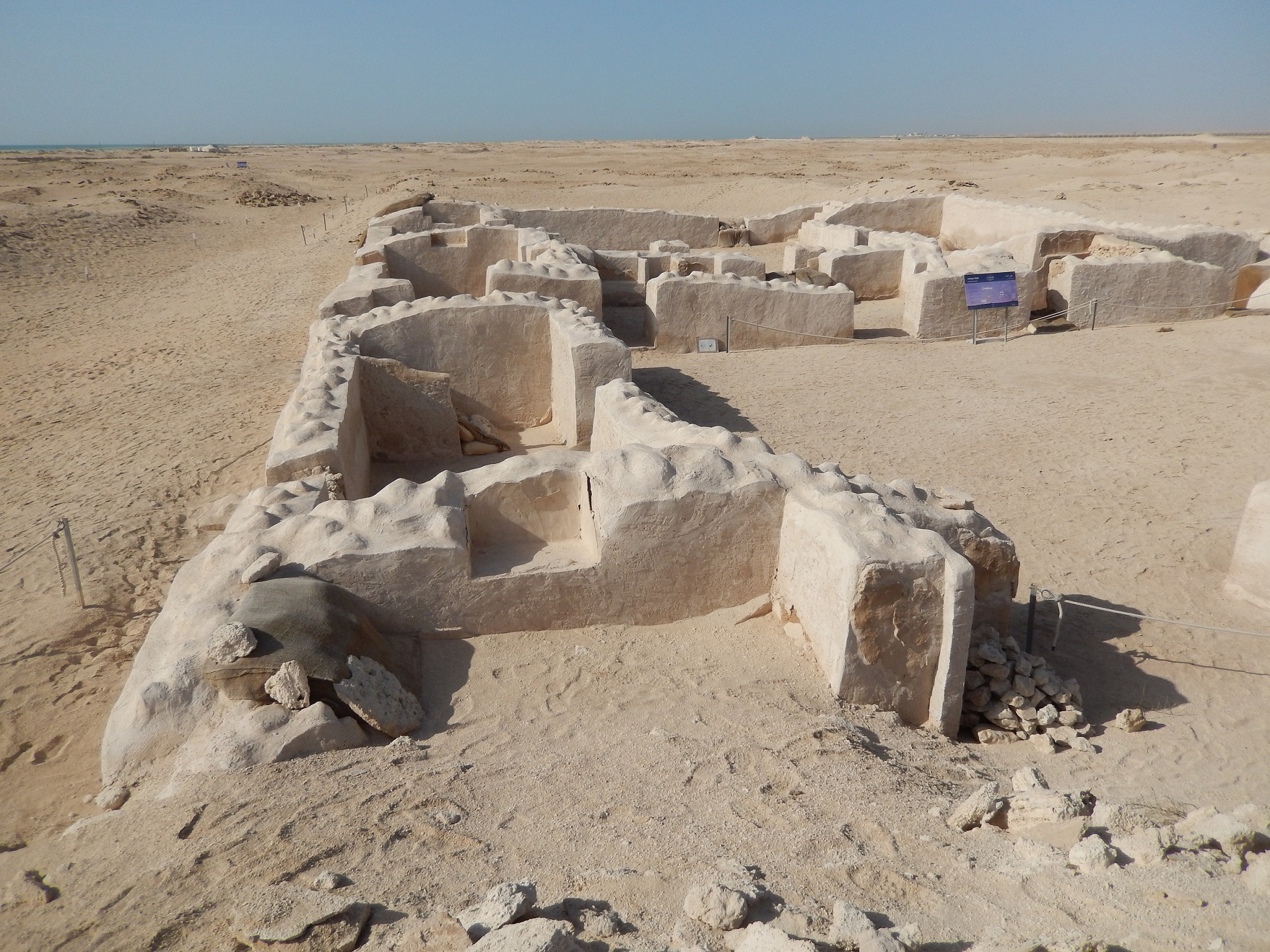
祖巴拉的遺址

卡塔爾博物館管理局（QMA）及其前身在祖巴拉進行了兩次挖掘項目，第一次是1980年代初期，第二次是在2002 - 2003年期間。而在20世紀80年代的挖掘更為全面。
2009年，QMA與哥本哈根大學聯合發起卡塔爾伊斯蘭考古遺產項目（QIAH）。 QIAH是一個為期十年的研究，保護和遺產倡議，目的是調查考古遺址，保護其脆弱的遺址，並努力向公眾展示遺址。該項目是卡塔爾博物館管理局主席H.E.哈馬德·本·哈利法·阿勒薩尼和副主席哈桑·本·穆罕默德·本·阿里·薩爾尼。
QIAH項目對穆巴雷相鄰遺址祖巴拉和祖巴拉堡進行了一次完整的地形調查。祖巴拉堡壘和Murair堡壘也在是次考古發掘過程中完整發掘出來，並在腹地進行景觀研究。目前已經確定並記錄了祖巴拉不同時期的許多地點，並在若干重要地點，特別是在Freiha和Fuwayrit進行了探索性挖掘。
漢堡大學的一個團隊用3D掃描儀詳細記錄了祖巴拉的建築遺跡。為了保存建築遺跡，推出了使用特殊的耐鹽砂漿和灰泥的恢復計劃，以最大限度地提高訪客的體驗，同時也遵守教科文組織遺產指南。保護工作的目的是保留現場的真實性，以及通過移動設備上的交互式顯示來保護訪問者訪問該站點的區域。

## 主權爭議

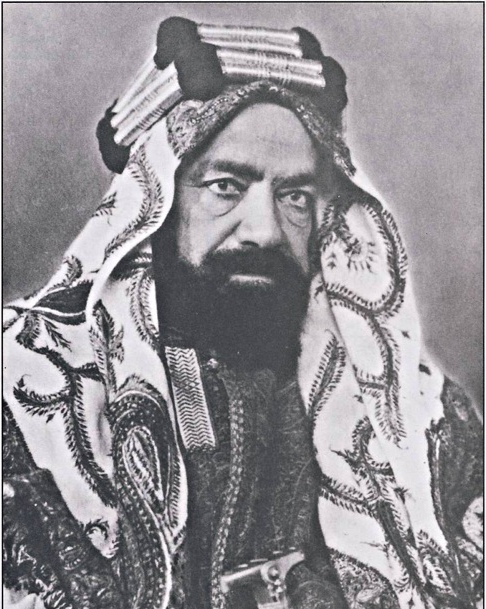
哈馬德·本·伊沙·艾哈利法

自從鄂圖曼帝國佔領以來，卡塔爾和巴林在祖巴拉領土上分別提出索賠。 阿里·本·阿卜杜拉·阿爾薩尼在有關於1868年英國巴林協定簽署後，最早有記錄的所有權分歧發生在1873年，當時巴林的埃米爾宣稱對祖巴拉的主權，因為他收到了一個據稱將要解散祖巴拉的軍方的虛假消息。 1937年，哈马德·本·伊萨·阿勒哈利法警告當地居民長期以來的爭端。他又把這個問題提交給了布什爾的居民。布什爾的居民回信說：
個人而言，我認為祖巴拉肯定屬於卡塔爾，但我正在向陛下政府寫信，待決定你應該避免對巴林政府發表任何意見，其中包括我所指的是問題。
哈馬德·伊本·伊薩在1939年再次對巴林的居民寫信，通知阿卜杜拉·阿爾薩尼正在祖巴拉建造一座堡壘。他認為，由於他對土地擁有主權，所以這個建築是非法的。1944年在沙特阿拉伯，卡塔爾認為巴林的習慣權利，如放牧，訪問，沒有必要的手續。然而，阿卜杜拉在城裡建了一座堡壘時就打破了協議。 1950年，阿里·本·阿卜杜拉·阿爾薩尼登上寶座後，兩國間的艱鉅關係有所改善。
在1953年，巴林再次重申了對祖巴拉的要求，當時巴林派了一個學生和教師派前往祖巴拉並在祖巴拉堡牆上寫「巴林」。此外，巴林教育部公佈了巴基斯坦對整個半島西北海岸的主權的地圖。阿里在1954年佔領了堡壘，後來在1956年加入警察巡守。
在1971年卡塔爾從大英帝國獨立以來，巴林繼續對庫巴特的主權與祖巴拉進行主權爭議，直到案件在卡塔爾的支持下在2001年由國際法院進行裁決後得以解決。

## 有關書籍
- Abu Hakima, A.M. . Khayats. 1965.
- Abu-Lughod, J.L. . International Journal of Middle East Studies. 1987, 19/2: 155–176.
- Al Khalifa, A.b.K.; Hussain, A.A. . Al Khalifa, A.b.K.; Rice, M.  (编). . London: Kegan Paul. 1993: 301–334.
- Bibby, G. . New York: Knopf. 1969.
- Bille, M. (编). . University of Copenhagen/Qatar Museums Authority. 2009.
- Bowen, R. Le B. . The Middle East Journal. 1951, 5/2: 161–180.
- Breeze, P.; Cuttler, R.; Collins, P. . Proceedings of the Seminar for Arabian Studies. 2011, 41.
- Brucks, G.B. . Thomas, R.H.  (编). . Cambridge: The Oleander Press. 1865: 531–580.
- Carter, R. . Journal of the Economic and Social History of the Orient (Brill). 2005, 48 (2): 139–209. JSTOR 25165089.
- Fuccaro, N. . Cambridge Middle East Studies (Cambridge/New York: Cambridge University Press). 2009, 30.
- Grey, Anthony. . Post-medieval Archaeology. 2011, 45/2: 350–373  [2017-04-23]. （原始内容存档于2022-01-18）.
- Lorimer, J.G. . Calcutta: Office of the Superintendent Government Printing. 1915.
- Moulden, H.; Cuttler, R.; Kelleher, S. . Proceedings of the Seminar for Arabian Studies. 2011, 41.
- Onley, James. . New Arabian Studies (Exeter University Press). 2004, 6: 30–92.
- Rahman, H. . London: Thames & Hudson. 2005.
- Rees, G.; Walmsley, A. G.; Richter, T. . Proceedings of the Seminar for Arabian Studies. 2011, 41: 309–316.
- Richter, T. (编). . University of Copenhagen/Qatar Museums Authority. 2010.
- Richter, T.; Wordsworth, P. D.; Walmsley, A. G. . Proceedings of the Seminar for Arabian Studies. 2011, 41: 1–16.
- Walmsley, A.; Barnes, H.; Macumber, P. . Proceedings of the Seminar for Arabian Studies. 2010, 40: 55–68.
- Warden, F. . Thomas, R.H.  (编). . Cambridge: The Oleander Press. 1865: 362–425.

## 外部連結
- 祖巴拉考古遺址的官方網站 （英文）

 维基导游上有關Zubarah的旅行指南
- Photos of Zubarah Fort （页面存档备份，存于）
- Excavations at Zubara
- University of Copenhagen, Qatar Islamic Archaeology and Heritage Project （页面存档备份，存于）
- UNESCO's tentative list （页面存档备份，存于）
- Al-Zubarah Pearl of the Past. A documentary from 2011 （页面存档备份，存于）
- 360 degrees panoramic virtual tour of the Al Zubarah fort
- Culture and Heritage under Qatar Museums Authority: Al Zubarah fort
- James, Bonnie, , Gulf Times, March 24, 2012  [March 30, 2012], （原始内容存档于2012-03-24）
- , Gulf Times, February 25, 2012  [March 30, 2012], （原始内容存档于2012-04-26）
- James, Bonnie, , Gulf Times, January 21, 2012  [March 30, 2012], （原始内容存档于2012-01-21）
- , Gulf Times, January 21, 2012  [March 30, 2012], （原始内容存档于2012-03-15）
- , Gulf Times, February 25, 2011  [March 30, 2012], （原始内容存档于2012-04-26）
- James, Bonnie, , Gulf Times, February 11, 2011  [March 30, 2012], （原始内容存档于2012-04-26）
- Mogensen, Anna, , FOCUS Denmark (Ministry of Foreign Affairs of Denmark), March 12, 2010  [March 30, 2012], （原始内容存档于2013-09-27）
- Walmsley, Alan. . QULTURA MAGAZINE (Vega Media and Katara). December 8, 2011, 1: 58–65  [March 30, 2012]. （原始内容存档于2013-09-27）.

Template:Madinat ash Shamal Municipality